# Ersun Yanal
Kazım Ersun Yanal (* 17. Dezember 1961 in Izmir) ist ein ehemaliger türkischer Fußballspieler und war zuletzt bis Oktober 2021 Trainer beim türkischen Erstligisten Antalyaspor. 
Seit 2024 ist er Trainer beim türkischen Zweitligisten Amedspor.

## Akademische Karriere
Yanal studierte an der Celal-Bayar-Universität Manisa Sportwissenschaften und spezialisierte sich auf Fußball. Während seines Studiums lernte er auch seine späteren Weggefährten Mesut Bakkal und Tevfik Lav kennen, die ihm in seiner späteren Karriere als Co-Trainer assistierten und später selbst als Cheftrainer arbeiteten. Nach dem Abschluss seines Studiums entschied sich Yanal als Fußballtrainer zu arbeiten.

## Spielerkarriere
Yanal spielte in den 1980er Jahren in der Ägäisregion bei diversen Amateurvereinen oder Vereinen der unteren türkischen Profiligen. Unter anderem war er 1986 für Nazillispor aktiv.

## Trainerkarriere

### Denizlispor (1. Periode)
Yanal begann seine Trainerkarriere im Sommer 1992 bei Denizlispor. Hier arbeitete er zwei Jahre lang im Nachwuchsbereich und betreute mehrere Jugendmannschaften Denizlispors. Nachdem der Verein zum Sommer 1994 den Aufstieg in die 1. Lig erreicht hatte, wurde Yanal für die kommende Saison als Co-Trainer der Profimannschaft vorgestellt und assistierte dem Cheftrainer Ümit Kayıhan. Nachdem die Mannschaft unter Kayıhan im Laufe der Saison 1994/95 sich immer im unteren Tabellendrittel befand, erzielte man dennoch zum Saisonende sicher den Klassenerhalt. In der zweiten Saison unter Kayıhan, der Spielzeit 1995/96, zeigte die Mannschaft keinen Fortschritt und befand sich gegen Saisonende nahe der Abstiegszone. So trat Kayıhan nach dem 28. Spieltag von seinem Amt zurück. Die Vereinsführung gab nach diesem Rücktritt bekannt, dass der Co-Trainer Yanal interimsweise die Mannschaft bis zum Saisonende betreuen werde. Yanal erzielte in den restlichen Spieltagen die notwendigen Punkte und erreichte so den Klassenerhalt. Unter anderem gelang ihm gegen den Istanbuler Traditionsklub Beşiktaş Istanbul ein 4:0-Auswärtssieg, wodurch er erstmal auf sich aufmerksam machte. Für die neue Saison wurde Milorad Mitrović als Cheftrainer vorgestellt, wobei Yanal als dessen Co-Trainer zu arbeiten begann. Nachdem man unter diesem Trainer einen schlechten Saisonstart absolvierte und in drei Spieltagen keinen Punkt verbuchen konnte, wurde Mitrović entlassen und durch Yanal ersetzt. Unter Yanal begann die Mannschaft seine ersten Punkte zu sammeln und näherte sich allmählich den Nichtabstiegsplätzen. Da der Befreiungsschlag aus den Abstiegsplätzen der Vereinsführung nicht schnell genug vonstattenging, wurde Yanal nach dem 12. Spieltag entlassen und durch Behzat Çınar ersetzt. Auch diesem Trainer gelang es nicht die Mannschaft aus den Abstiegsrängen zu führen. Denizlispor engagierte gegen Saisonende noch Melih Garipler und verpasste unter diesem Trainer den Klassenerhalt.

### Yeni Salihlispor
Yanal blieb nach seiner Entlassung bei Denizlispor bis zum Saisonende 1996/97 ohne Beschäftigung und übernahm zur Spielzeit 1997/98 den Zweitligisten Yeni Salihlispor. Mit diesem Verein befand er sich während der gesamten Saison in der oberen Tabellenhälfte und wurde zum Saisonende Tabellenvierter.

### Denizlispor (2. Periode)
Für die Spielzeit 1998/99 verließ er Yeni Salihlispor und übernahm den Ligakonkurrenten und zum zweiten Mal seinen alten Verein Denizlispor. Mit diesem Verein beendete er die Qualifikationsrunde souverän als Erster und erreichte so zum Frühjahr 1999 die Teilnahme an der Aufstiegsrunde der 2. Liga. In der Aufstiegsrunde lieferte man sich mit Vanspor und Göztepe Izmir ein Kopf-an-Kopf-Rennen um die Zweitligameisterschaft. Die Saison beendete man hinter dem punktgleichen Vanspor als Vizemeister und stieg so nach dreijähriger Abstinenz wieder in die 1. Liga auf. Obwohl die Mannschaft selbst nach dem Aufstieg sehr guten Fußball spielte und sich zudem an einer guten Stelle in der Tabelle befand, trat er aufgrund von Meinungsverschiedenheiten und Unstimmigkeiten mit dem Vorstand in der Saison 1999/00 zurück. Zur Saison 2000/01 übernahm er dann MKE Ankaragücü, die er in dieser Saison auf den 6. Tabellenrang leitete und es in der darauffolgenden Saison sogar auf den 4. Platz schaffte. In dieser Zeit begann sich auch das Spielprinzip Ersun Yanals darzustellen. Diese zeigt sich durch seine Vorliebe zum Offensivfußball, die er unter jeder seiner Mannschaften fördert und spielen lässt.

### Gençlerbirliği Ankara
Nach diesen zwei erfolgreichen Zeiten bei Ankaragücü, wurde er im Sommer 2002 vom Lokalrivalen Gençlerbirliği Ankara engagiert. Seinen Stempel des Offensivfußballs konnte man in der Saison 2002/03 nun auch bei Gençlerbirliği Ankara erkennen, die Mannschaft beendete die Saison als Dritter und qualifizierte sich damit für den UEFA-Pokal. Die Mannschaft war mit 76 Toren zudem die Mannschaft mit den meisten geschossenen Toren. Gençlerbirliği Ankara unterlag im Pokalfinale gegen Trabzonspor mit 1:3. Die Saison 2003/04 war für den Verein nicht so erfolgreich gewesen wie das Jahr zuvor, da man die Saison als Zehnter beendete. Die Mannschaft unterlag im Pokalfinale wie im Jahr zuvor gegen Trabzonspor, diesmal mit einem 0:4. Jedoch schaffte es Ersun Yanal aufgrund der Auftritte seiner Mannschaft im UEFA-Cup von sich sprechen zu lassen. So schaltete er Mannschaften wie die Blackburn Rovers (3:1 und 1:1), Sporting Lissabon (1:1 und 3:0) oder den AC Parma (1:0 und 3:0) aus, die allesamt als klare Favoriten gegen Gençlerbirliği gesehen wurden. Endstation war gegen den späteren UEFA-Pokal-Sieger FC Valencia, gegen die man in der Verlängerung nach Silver Goal im Achtelfinale scheiterte. Gençlerbirliği war mit dem Sieg im Hinspiel (1:0) in dieser Saison die einzige Mannschaft gewesen, die gegen Valencia auf internationaler Ebene gewann.

### Türkische Nationalmannschaft
Nach seinem Amt bei Gençlerbirliği Ankara bekam er sein bis dahin größtes Trainerangebot, das der türkischen Fußballnationalmannschaft. Er bereitete die türkische Fußballnationalmannschaft auf die WM-Qualifikation 2006 vor und wollte nach der Entlassung des vorherigen Trainers Şenol Güneş einen Umbruch in der türkischen Nationalmannschaft starten, bei der er die älteren Spieler aussortieren und neue Kräfte heranformen wollte, dies zum Teil auch so umsetzte. In der Zeit während der Qualifikation wurde jedoch sein Verhältnis zu Hakan Şükür ständig angesprochen und kritisiert. Den Grund dafür ist nicht bekannt, zumindest hatten weder Şükür noch Yanal öffentlich eine Meinung dazu abgegeben. Letztendlich war das Verhältnis zwischen den beiden einer der Gründe, warum Yanal nach dem Spiel gegen Kasachstan seinen Rücktritt bekanntgab. Zu dem Zeitpunkt befand sich die türkische Fußballnationalmannschaft auf dem zweiten Rang hinter der Ukraine. 

### Manisaspor
Zum Oktober 2005 übernahm Yanal das Traineramt bei Vestel Manisaspor, die er in dieser Saison auf den 10. Rang führte. In der Saison 2006/07 begann er mit seiner Mannschaft sehr gut, und in den türkischen Sportmedien sprach man schon davon, ob diese Mannschaft Meister werden könne. Vestel Manisaspor sammelte in den ersten neun Spielen 23 Punkte und war Tabellenführer mit einem Sechs-Punkte-Abstand auf den Zweiten Fenerbahçe Istanbul. Jedoch fing ab diesem Spieltag ohne erkenntliche Gründe der Fall des Vereins an. Man sammelte in den kommenden zehn Spieltagen insgesamt nur sechs Punkte. Zum 25. Spieltag war das Team damit nur noch knapp vier Punkte von einem Abstiegsplatz entfernt. Dieser Spieltag war dann auch der letzte von Ersun Yanal als Trainer bei Manisaspor. Sportlich hatte man mit Yanal einen Vertrag über fünf Jahre abgeschlossen. Es sah auch nicht danach aus, als wolle sich der Verein trotz des sportlichen Misserfolgs von ihm trennen. Jedoch trat er in eigenem Namen ab. Ein Grund dafür war zudem, dass das Spiel am 25. Spieltag zwischen Vestel Manisaspor und Sakaryaspor aufgrund von Vorfällen, bei dem der Torhüter und der Torwarttrainer den Schiedsrichter angingen, das Spiel in der ersten Halbzeit beim Stand von 1:1 abgebrochen wurde.

### Trabzonspor (1. Periode)
Im November 2007 hat der türkische Fußballverein Trabzonspor Ziya Doğan entlassen. Ihm folgte Ersun Yanal nach und beendete die Saison auf dem 6. Platz. In der Saison 2008/09 verpflichtete der Verein viele junge Talente, aber auch erfahrene Spieler wie Rigobert Song oder Egemen Korkmaz. Die Hinrunde schloss seine Mannschaft punktgleich, aber aufgrund des schlechteren Torverhältnisses, auf dem 2. Rang ab. Am 27. April 2009 hat er bekannt gegeben, dass er seine Zeit als Trainer bei Trabzonspor beendet hat.

### Eskişehirspor
Zur Winterpause der Saison 2011/12 ersetzte bei der Eskişehirspor den zu Hertha BSC abgewanderten Michael Skibbe. Er belegte mit seiner Mannschaft den 5. Platz. Die UEFA schloss den türkischen Verein Beşiktaş Istanbul wegen der Missachtung der UEFA Reglements aus der Teilnahme an der Europa League aus. Bursaspor rückte an dessen Stelle und Eskişehirspor erhielt Bursaspors Platz. Eskişehirspor gewann zuerst gegen den FC St. Johnstone, ehe die Mannschaft gegen Olympique Marseille ausschied. Yanals Mannschaft beendete die Saison 2012/13 auf dem 8. Platz und erreichte im türkischen Pokal das Halbfinale, ehe man gegen den späteren Pokalsieger Fenerbahçe Istanbul im Elfmeterschießen ausschied. Yanals laufender Vertrag wurde am 25. Juni 2013 im gegenseitigen Einvernehmen aufgelöst.

### Fenerbahçe Istanbul
Am 28. Juni 2013 unterschrieb Yanal einen Einjahresvertrag bei Fenerbahçe Istanbul. Yanal übernahm den Klub in einer sehr unruhigen Zeit und war von Anfang an als Trainer stark umstritten. Der Verein war Hauptangeklagter im Manipulationsskandal Anfang der 2010er Jahre und wurde im Sommer 2014 von der UEFA für zwei Spielzeiten lang von den europäischen Klubwettwerben gesperrt. Da der Verein gegen dieses Urteil beim Internationalen Sportgerichtshof (CAS) in Revision gegangen war, durfte die Mannschaft an der 3. Qualifikationsrunde der UEFA Champions League 2013/14 teilnehmen. Yanal geriet bereits in den ersten Pflichtspielen der Saison 2013/14 stark unter Kritik. Nachdem in der 3. Qualifikationsrunde der Champions League 1. FC Salzburg ausgeschaltet wurde, unterlag Yanals Mannschaft im Türkischen Fußball-Supercup dem Erzrivalen Galatasaray Istanbul mit 0:1 und vergab den ersten Titel an den Erzrivalen. Anschließend unterlag der Klub trotz einer 2:0-Führung in der Begegnung des 1. Spieltages der neuen Saison gegen den Aufsteiger Torku Konyaspor mit 2:3 und sorgte für die erste Überraschung der Saison. Bereits im nächsten Pflichtspiel unterlag Yanals Team im Hinspiel der Champions-League-Play-offs Arsenal London deutlich mit 0:3. Nachdem auch das Rückspiel mit 0:2 verloren wurde, sollte Fenerbahçe an der UEFA Europa League teilnehmen. Da der Internationale Sportgerichtshof in der Zwischenzeit das Urteil der UEFA bestätigt hatte, blieb diese Teilnahme dem Klub verwehrt. Nach diesen Entwicklungen wurde die Kritik gegenüber Yanal immer lauter. Die Klubführung bestärkte nach der zunehmenden Kritik das Vertrauen zu Yanal. In den nachfolgenden Spieltagen der Saison steigerte sich die Mannschaftsleistung deutlich. So wurde die Tabellenführung an dem 5. Spieltag vom Erzrivalen Beşiktaş Istanbul übernommen und mit kleineren Rückschlägen bis zum Saisonende souverän verteidigt. Zwischenzeitlich baute Yanals Team den Vorsprung zum Tabellenzweiten und ärgsten Verfolger Galatasaray Istanbul bis auf 13 Punkte aus und sicherte sich bereits am 31. Spieltag, drei Spieltage vor Saisonende, die Meisterschaft. Im Türkischen Fußballpokal war Yanals Team vor heimischer Kulisse in der 4. Hauptrunde gegen den Zweitligisten Fethiyespor mit 1:2 ausgeschieden und stand deswegen ebenfalls unter Kritik.
Nach der erfolgreichen Saison verlängerte die Klubführung Yanals Vertrag um zwei Jahre.
In dem vorsaisonalen Vorbereitungscamp für die Saison 2014/15 nahm die Kritik an Yanal wieder enorm zu. Dabei wurde neben seinen Trainerentscheidungen auch sein Privatleben kritisiert und ihm ein schlechtes Verhältnis zu der Mannschaft nachgesagt. Die Kritik nahm deutlich zu, nachdem Yanal in den Vorbereitungsspielen auf ein 4-4-2-Spielsystem mit Mittelfeldraute gesetzt hatte und seine Mannschaft infolgedessen vier Vorbereitungsspiele verlor.
Nach diversen Presseberichten ordnete der autoritär regierende Vereinspräsident Aziz Yıldırım ein Treffen mit der Mannschaft an. Yıldırım bat bei dem Treffen Yanal und seinen Trainerstab darum, ihn mit der Mannschaft alleine zu lassen. Nach diesem Treffen traten in der Presse immer mehr Gerüchte um das ungeordnete Privatleben Yanals auf. Nach diesen Gerüchten kündigte der Vereinspräsident Aziz Yıldırım eine Pressekonferenz zum 8. August 2014 an, in der er zu den in letzter Zeit im Umlauf befindlichen Gerüchten Stellung nehmen werde. In der Pressekonferenz bestätigte Yıldırım, dass er mit der Mannschaft ein Einzelgespräch geführt habe und anschließend auch eines mit Yanal. Er unterstützte den Trainer, ermahnte ihn aber wegen seines ungeordneten Führungsstils anschließend.
Einen Tag nach dieser Pressekonferenz reichte Yanal bei Fenerbahçe seine Kündigung ein. Die Klubführung bestätigte in einer offiziellen Pressemitteilung Yanals Kündigung und dankte diesem für seine bisherigen Dienste.

### Trabzonspor (2. Periode)
Mitte November 2014 übernahm Yanal zum zweiten Mal in seiner Laufbahn Trabzonspor und ersetzte damit den zurückgetretenen Vahid Halilhodžić. Er unterschrieb bei dem Schwarzmeerklub einen eineinhalb Jahresvertrag und wird für diese Vertragsdauer insgesamt 3,27 Millionen Euro Gehalt erhalten.
Trabzonspor führte er zum Saisonende auf den 5. Tabellenplatz und damit zur Qualifikation der UEFA Europa League. Nachdem sein Verein für die Saison Süleyman Hurma als neuen Manager eingestellt hatte, geriet Yanal mit diesem immer wieder zu Meinungsverschiedenheiten bzgl. der Kaderplanungen der anstehenden Saison. So forderte Yanal den Verkauf von Spielern wie Kévin Constant und das Anwerben von anderen Spielern.
Als Konsequenz der Meinungsverschiedenheiten mit Hurma trat Yanal Anfang Juli 2015 von seinem Amt zurück. Nach Hurmas Aussagen verzichtete Yanal auf eine Abfindung, erhielt aber aus Kulanz eine bestimmte Summe. Am 16. Oktober 2017 gab der Verein bekannt, dass sie den Vertrag mit Yanal gekündigt haben.
Von 2018 bis 2020 war er zum zweiten Mal Trainer bei Fenerbahçe Istanbul und von 2020 bis Oktober 2021 bei Antalyaspor.

## Erfolge

### Als Trainer
Denizlispor
- Vizemeister der TFF 1. Lig und Aufstieg in die Süper Lig: 1998/99

MKE Ankaragücü
- 4. Tabellenplatz Süper Lig: 2001/02

Gençlerbirliği Ankara
- 3. Tabellenplatz der Süper Lig: 2002/03
- 5. Tabellenplatz der Süper Lig: 2004/05
- Türkischer Pokalfinalist: 2002/03, 2003/04
- Achtelfinalist im UEFA-Pokal: 2003/04

Eskişehirspor
- 5. Tabellenplatz der Süper Lig: 2011/12

Fenerbahçe Istanbul
- Türkischer Meister: 2013/14